# Squacquerone di Romagna
Lo Squacquerone di Romagna è un formaggio DOP, a pasta molle e a maturazione brevissima (rapida), prodotto con latte vaccino in Romagna.

## Storia
Esistono notizie certe della sua preparazione nel XIX secolo, in una lettera del cardinale Carlo Bellisomi vescovo di Cesena ma lo si ritiene antico di secoli.
Ha ottenuto il riconoscimento DOP il 25 luglio 2012,  distinguendosi dallo squacquerone comune.

## Preparazione
Il latte intero è la materia prima utilizzata. Lo si porta a 38-40 °C (previa pastorizzazione a 72 °C per 15 s). Si procede quindi all'aggiunta del caglio liquido (ad es. 25 ml caglio animale a titolo 1:22000 per 100 litri di latte), con movimento circolare mentre la massa di latte è in rotazione, e una volta miscelato, la rotazione va fermata con un movimento opposto. Prima dell'aggiunta del caglio alcuni produttori artigianali inoculano lattoinnesti mesofili di Streptococcus lactis e S. creamoris e sottopongono la massa ad una fase di acidificazione di 10-15 minuti. La cagliata viene lasciata coagulare per 90 minuti senza disturbare la massa. La coagulazione avviene alla temperatura di riscaldamento del latte pertanto lo squacquerone di Romagna è un formaggio a pasta cruda, come tutti i formaggi molli e a brevissima maturazione.
Quando la cagliata è pronta, la si taglia in cubi di circa 10 cm di lato. Dopo la rottura della cagliata, si lascia sedimentare la massa per altri 45-60 minuti, al fine di eliminare il siero in eccesso, e la si mette poi in appositi stampi, in un locale di stufatura a 25-30 °C e umidità 90-95%. Inizialmente le forme sono rigirate continuamente, poi sempre più di rado; l'operazione termina quando la pasta ha raggiunto la giusta consistenza, generalmente dopo 3-4 ore di stufatura; la salatura si fa in salamoia per circa due ore (ad es. 20% cloruro di sodio, 0.03% cloruro di calcio, 0.005% acido lattico). Alcuni produttori procedono invece alla salatura diretta. Matura in 4-5 giorni in ambiente refrigerato a 3-4 °C, allorché il formaggio è avvolto in incarto oppure versato in vaschetta. La resa è del 15-17%. La stagionatura non si effettua.

## Caratteristiche
- bianco madreperla, di consistenza cremosa
- aromi lattici, di yogurt, a volte agrumati e di erbe fini
- equilibrio tra dolce medio, sapidità medio bassa e spiccata acidità